# Waruk
Waruk is een bestuurslaag in het regentschap Lamongan van de provincie Oost-Java, Indonesië. Waruk telt 1179 inwoners (volkstelling 2010).